# Janov nad Nisou
Janov nad Nisou (do roku 1947 Honsberk, německy Johannesberg) je obec, která se nachází v okrese Jablonec nad Nisou v Libereckém kraji, přibližně 6 km severně od Jablonce nad Nisou. Žije zde přibližně 1 500 obyvatel.

## Historie
První písemná zmínka o obci se objevuje roku 1645 v liberecké matrice. Jako první se zde prý usadil kolem roku 1630 uprchlý rekrut Johann Wolfgang Reckziegel. Lidé z okolí mu přezdívali Jan z hor - Hans vom Berge. Z toho vznikl název Honsberg, později Johannesberg.
V Janově nad Nisou stejně jako v celém Jablonecku se lidé živili broušením skleněných perel, knoflíků, později i vyráběli textil. První brusírna vznikla roku 1750, na počátku 20. století jich bylo již 40, navíc zde bylo provozováno 47 mačkáren skla.
Dne 19. června 1909 byl Janov nad Nisou povýšen na městys, roku 1922 na město. V této době byl Janov na vrcholu rozkvětu. Žilo zde 3200 obyvatel, měl všechny náležitosti moderního města první republiky a byl spojen s Libercem tramvajovou linkou. V červenci roku 1927 byla započata stavba radnice, dokončena byla o dva roky později. Stavba byla prodloužena i díky zřícení radniční věže v listopadu 1927. 

Nyní v Janově funguje poslední brusírna na Velkém Semerinku a sklárna poblíž centra Janova. V Hraničné se těží žulové bloky.

## Části obce
- Janov nad Nisou
- Hrabětice
- Hraničná
- Loučná nad Nisou

Od 1. července 1980 do 31. července 1990 k obci patřil i Bedřichov.

## Pamětihodnosti
- Náhrobek Johanna Friedricha Hütmanna
- Památník obětem světové války
- Kostel svatého Jana Křtitele
- Socha svatého Jana Nepomuckého před kostelem
- Kostel sv. Josefa v Loučné
- Pamětní deska a místo dělnických srazů na vrchu Královka, kamenná rozhledna tamtéž
- Železná rozhledna Slovanka
- Sklárna Vitrum Janov nad Nisou
- Studánka s Křížovou cestou
- Přírodní památka Tichá říčka u Hrabětic

## Fotografie

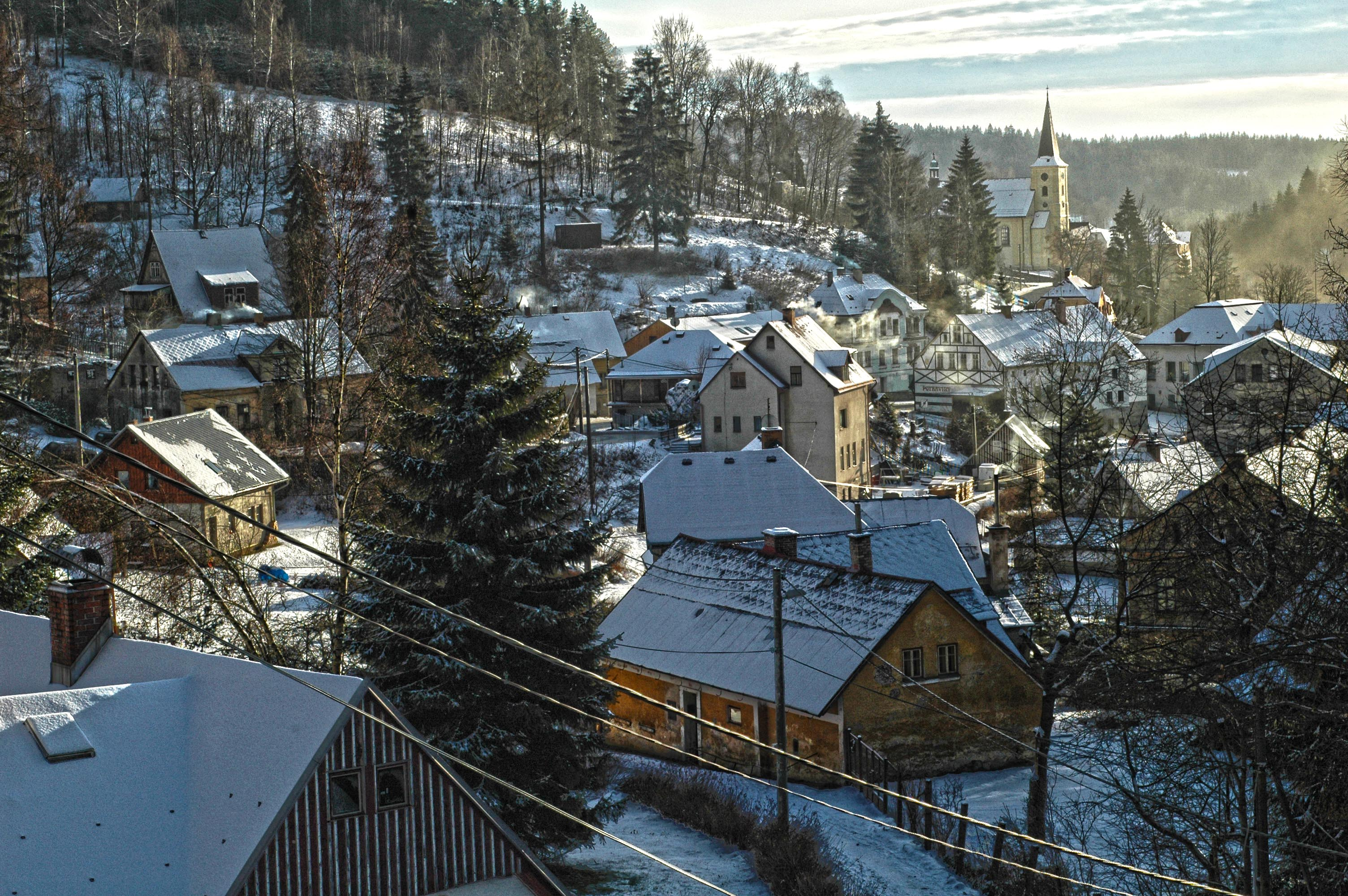
Janov nad Nisou
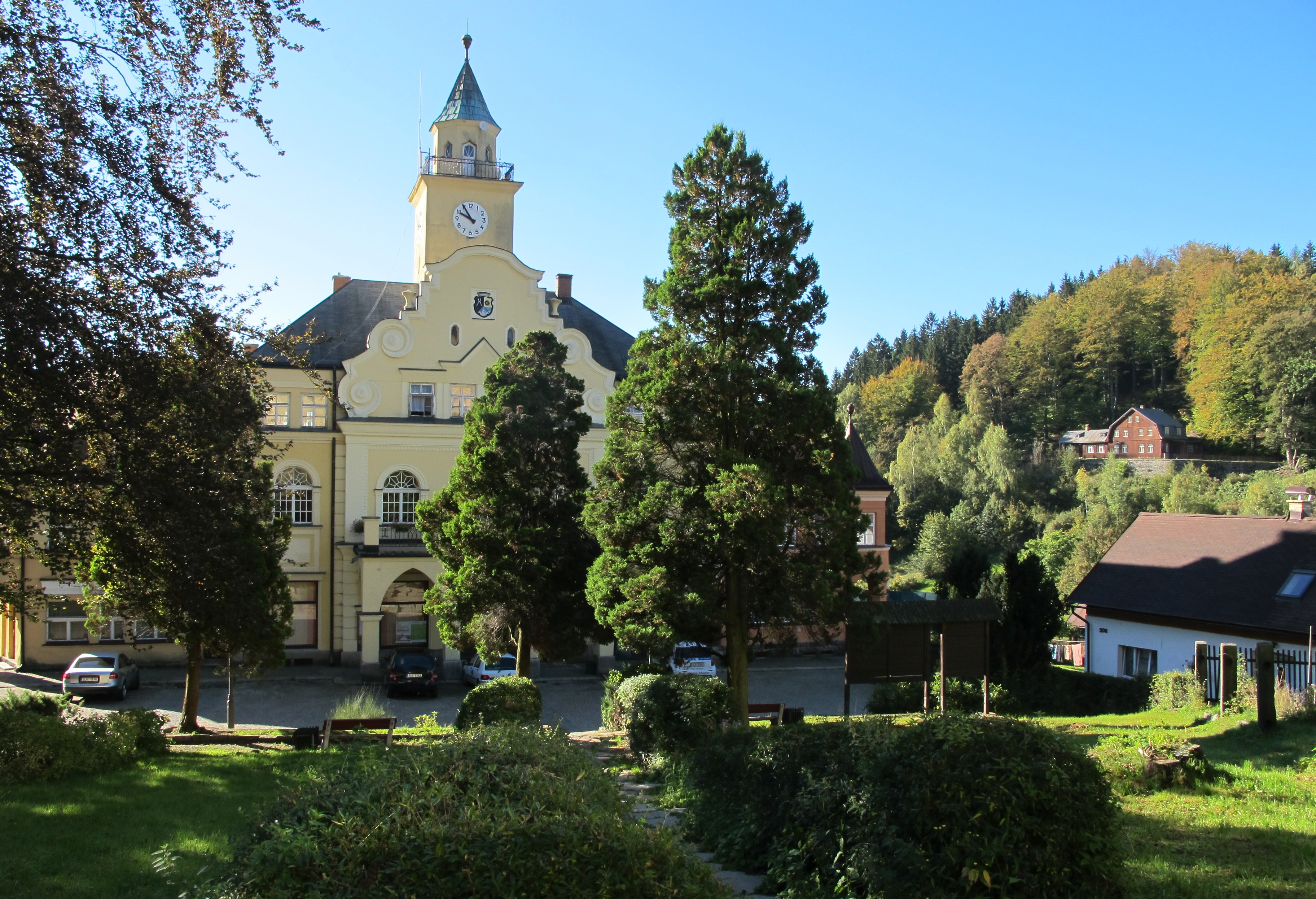
Janovská radnice
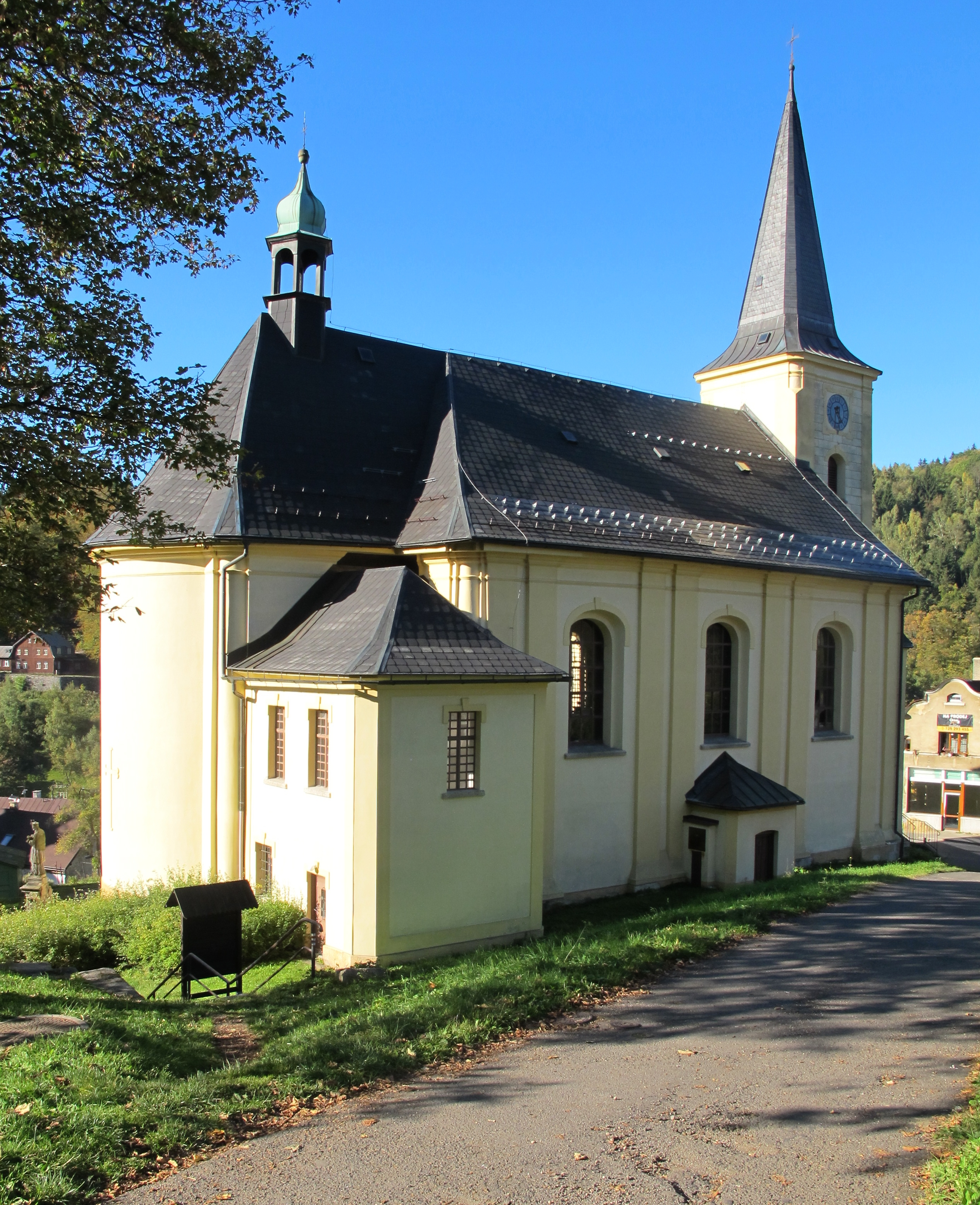
Kostel sv. Jana Křtitele
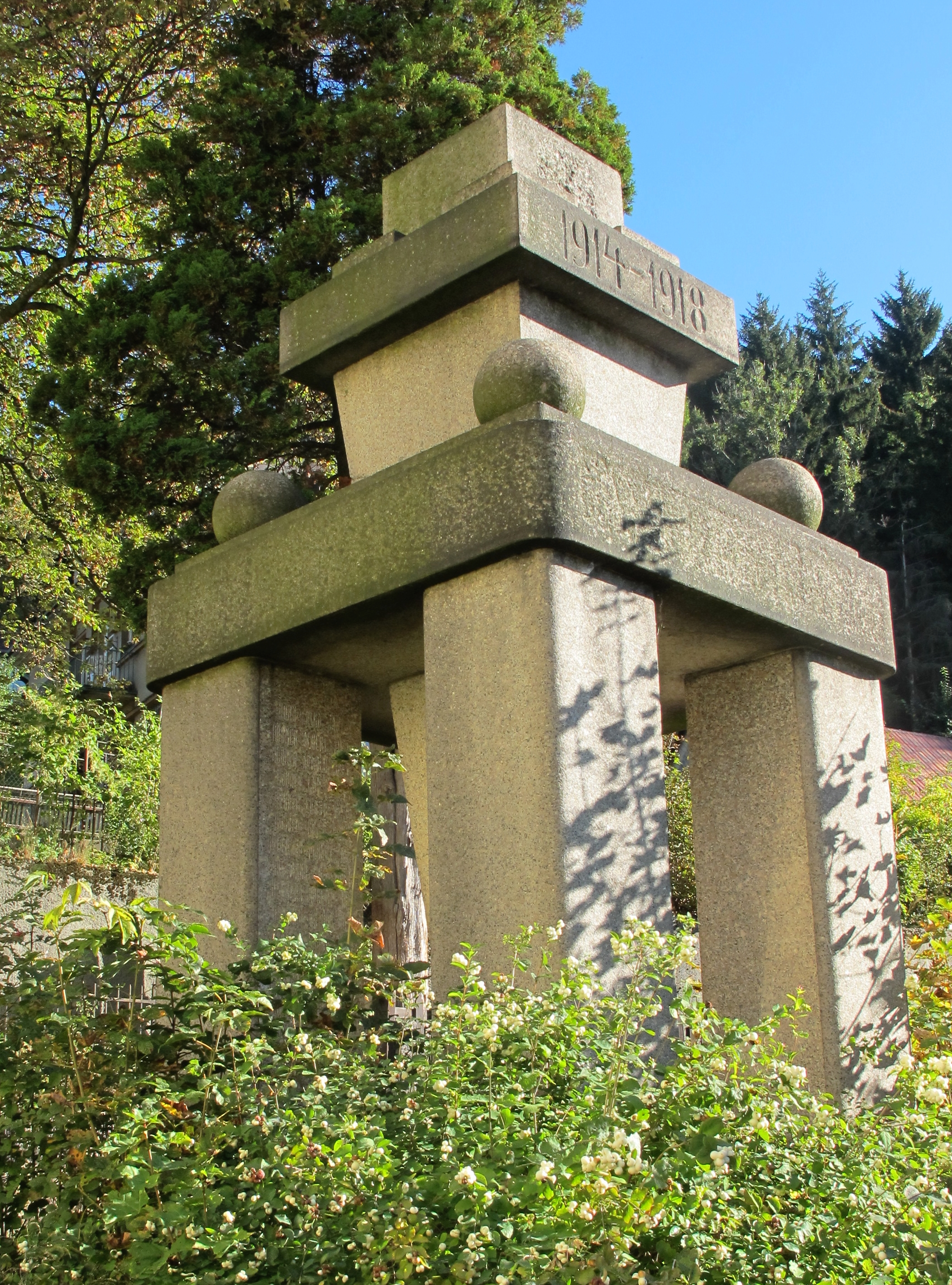
Památník obětem světové války
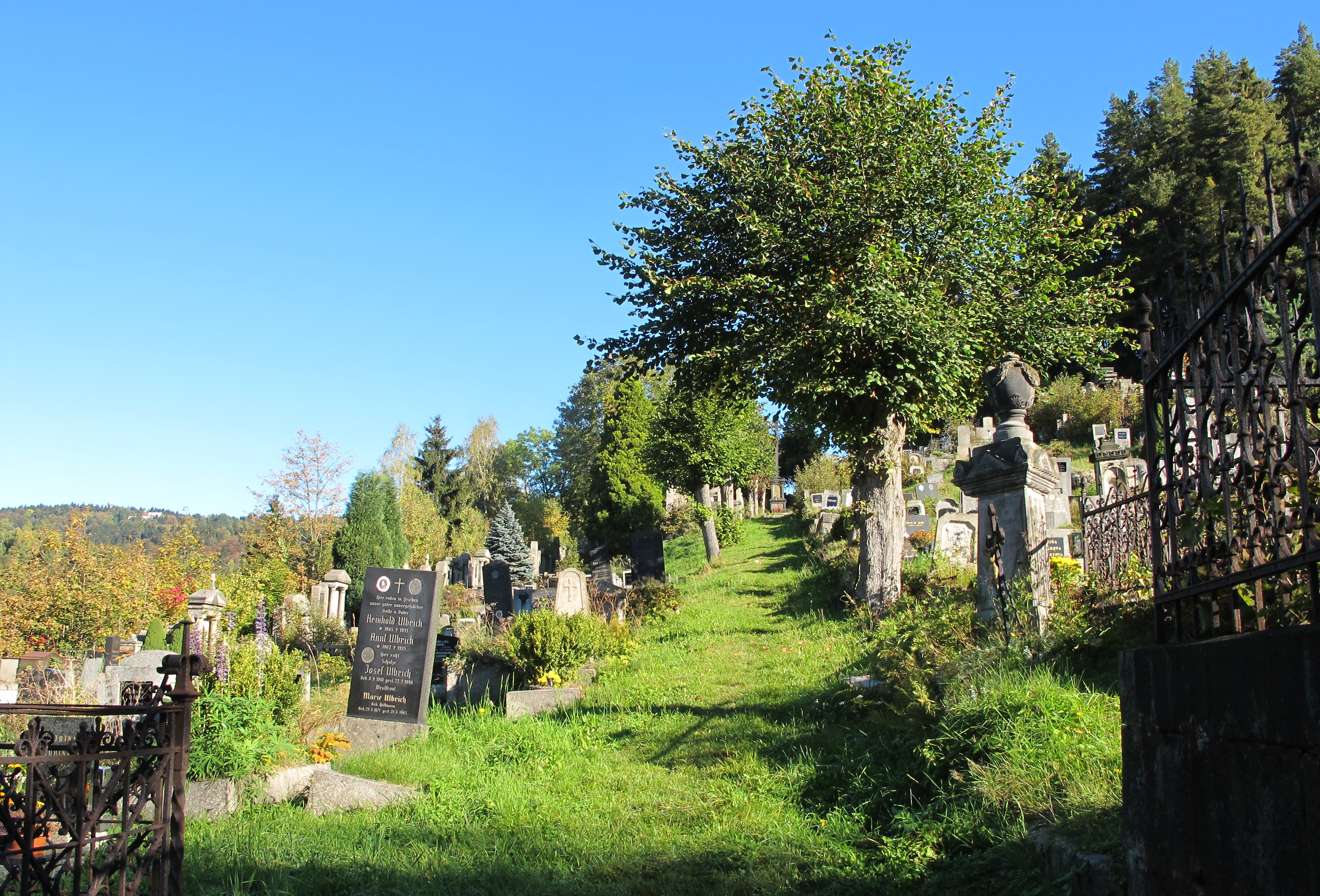
Hřbitov vedle kostela
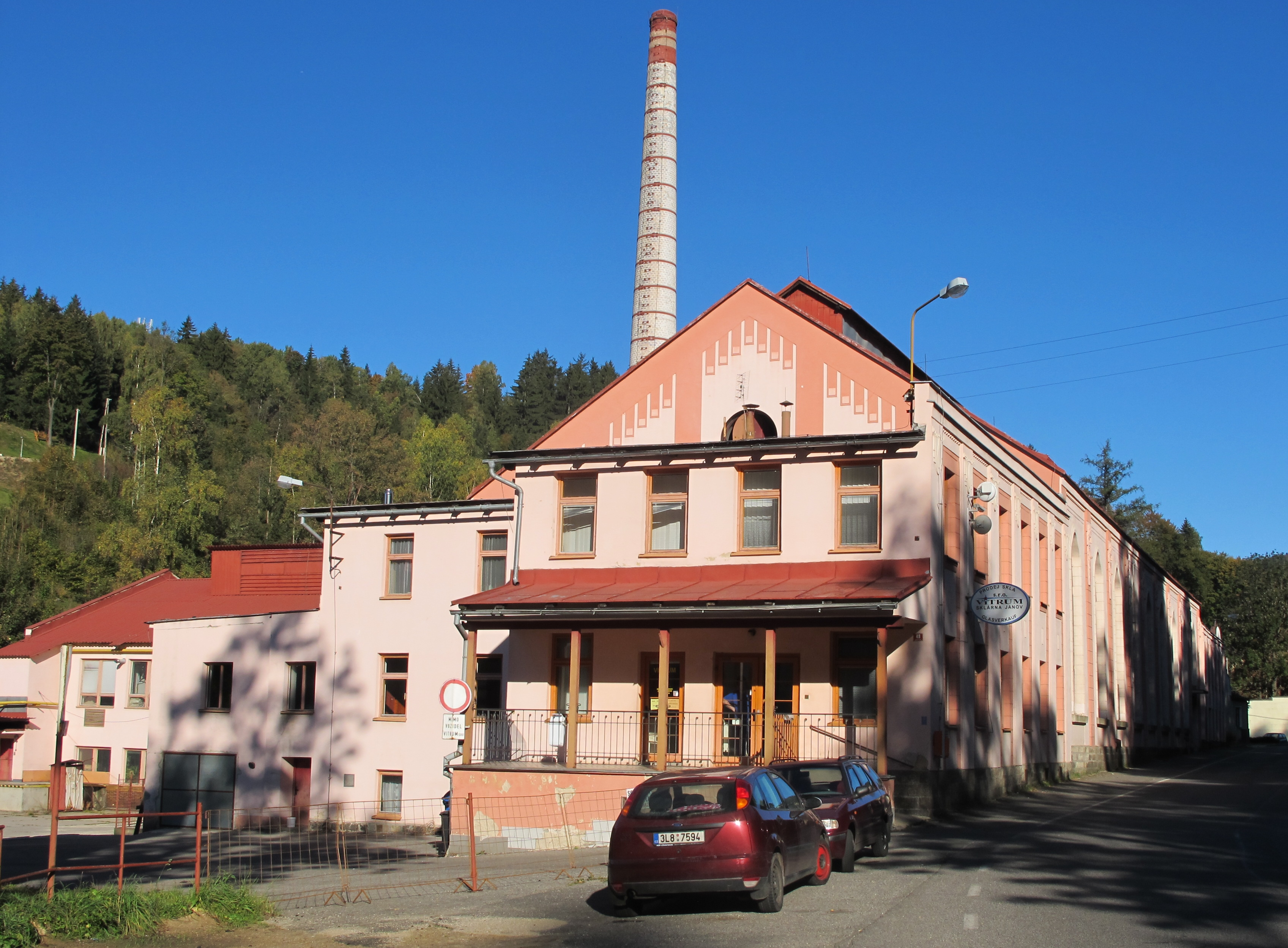
Sklárna Vitrum